# Balanopaceae
Famille
Classification APG III (2009)
Genres de rang inférieur
- Balanops

Les Balanopaceae (les Balanopacées) sont une petite famille de plantes à fleurs dicotylédones de l'ordre des Malpighiales comprenant une dizaine d'espèces appartenant au genre Balanops.
Ce sont des petits arbres ou des arbustes des régions subtropicales à tropicales originaires de Nouvelle-Calédonie ou d'Australie.

## Étymologie
Le nom vient du genre type Balanops dérivé du grec βάλανος / balanos, gland, pour la ressemblance du fruit avec la graine du chêne. L'orthographe alternative Balanopsidaceae serait linguistiquement plus appropriée et fut d’ailleurs utilisée, mais la graphie « Balanopaceae » a néanmoins été conservée en l'état.

## Classification
La classification phylogénétique situe cette famille dans l'ordre des Malpighiales.

## Liste des genres
Selon Angiosperm Phylogeny Website (14 mai 2010), World Checklist of Selected Plant Families (WCSP) (14 mai 2010), DELTA Angio (14 mai 2010) et NCBI (30 décembre 2021) :
- genre Balanops Baill. (1871)

## Liste des espèces
Selon World Checklist of Selected Plant Families (WCSP) (14 mai 2010) :
- genre Balanops Baill. (1871)
  - Balanops australiana F.Muell. (1877)
  - Balanops balansae Baill. (1872)
  - Balanops microstachya Baill. (1872)
  - Balanops oliviformis Baill. (1872)
  - Balanops pachyphylla Baill. ex Guillaumin (1911)
  - Balanops pancheri Baill. (1872)
  - Balanops pedicellata (Guillaumin) Hjelmq. (1960)
  - Balanops sparsifolia (Schltr.) Hjelmq., Bot. Not. Suppl. 2 (1948)
  - Balanops vieillardii Baill. (1872)

Selon NCBI (30 décembre 2021) :
- genre Balanops
  - Balanops australiana
  - Balanops balansae
  -  Balanops pachyphylla
  - Balanops pancheri
  - Balanops pedicellata
  - Balanops vieillardii